# Schwarzenberg (Erzgebirgskreis)
Schwarzenberg is een gemeente en plaats in de Duitse deelstaat Saksen. De gemeente maakt deel uit van het Erzgebirgskreis.
Schwarzenberg telt 16.168 inwoners.
De plaats Pöhla maakt deel uit van de stad.

## Geografie
Omliggende plaatsen zijn onder andere Bernsbach, Lauter, Grünhain-Beierfeld en Raschau-Markersbach.

## Bezienswaardigheden
- Kasteel Schwarzenberg
- St.-Georgen-Kirche

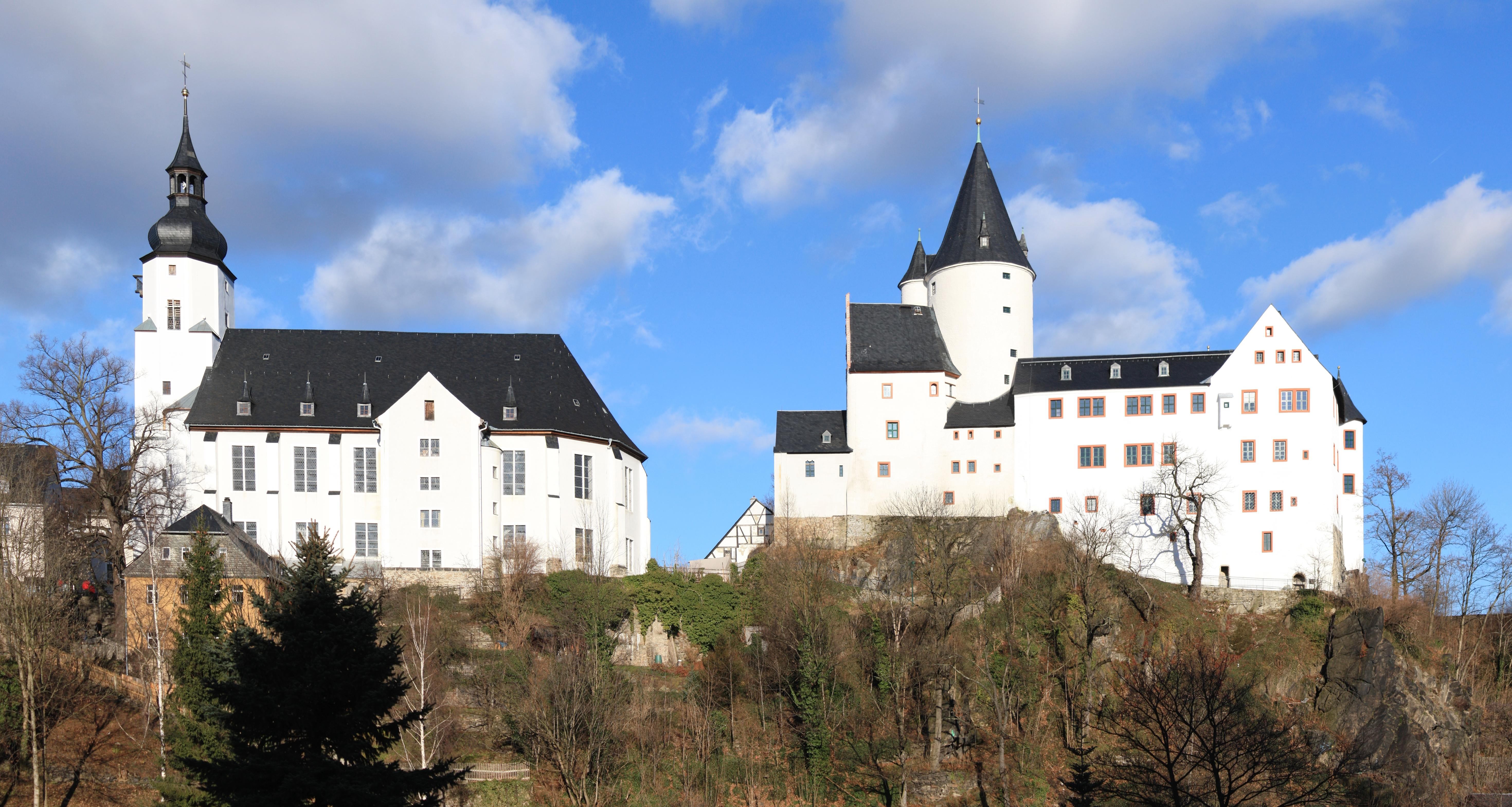
Kerk en kasteel

- Brunnenanlage met Meißner Porzellanglockenspiel
- Ratskeller
- Herrenmühle
- Rockelmannpark

## Verkeer en vervoer
Door Schwarzenberg gaat de Bundesstraße 101. De S 270 gaat van de Neustadt naar Beierfeld. De S 272 gaat naar Johanngeorgenstadt. In de buurt van de Vorstadt gaat de S 274 naar Eibenstock. Vanaf Wildenau gaat de S 269 van de B 101 naar Elterlein.
Door het dorp Pöhla loopt de S 271 van Raschau naar Oberwiesenthal. De Bundesautobahn 4 en Bundesautobahn 72 liggen circa 25 tot 30 kilometer verder.
De dichtstbijgelegen luchthaven is in Dresden en Leipzig/Halle (circa 120 kilometer).
De stad heeft een treinstation op de lijn Zwickau–Schwarzenberg en de lijn Schwarzenberg–Johanngeorgenstadt. Vanaf het busstation vertrekken de stads- en regionale lijnen onder andere naar Chemnitz, Aue, Oberwiesenthal en Johanngeorgenstadt.

## Geschiedenis
Aan het eind van de Tweede Wereldoorlog, in april 1945, was er sprake van verwarring tussen de geallieerden. Een gebied rondom Schwarzenberg en Aue was tot half juni 1945 noch door Russen, noch door Amerikanen bezet; wel patrouilleerden Amerikaanse soldaten af en toe door dit 1500 à 2000 km2 grote gebied. Vanaf 1997 werd dit gebied in boeken en tijdschriftartikelen en op internet als Vrije Republiek Schwarzenberg, met als munteenheid een slof sigaretten, aangeduid, hetgeen waarschijnlijk een sterk vertekende omschrijving van dit tijdelijke niemandsland was. In juni 1945 ten slotte werd het gebied, conform de overeenkomsten van Jalta, aan de bezettingstroepen van de Sovjet-Unie toegewezen.  Schwarzenberg ging van 1949 tot 1990 deel uitmaken van de DDR.